# Frangiskos Papamanolis
Frangiskos Papamanolis (ur. 5 grudnia 1936, zm. 2 października 2023) – grecki duchowny rzymskokatolicki, kapucyn. W latach 1974–2014 biskup diecezji sirosko-meloskiej oraz diecezji santoryńskiej oraz administrator apostolski sede vacante diecezji kreteńskiej.